# Mezilesí (Cotkytle)
Mezilesí (německy Laudon) je malá vesnice, část obce Cotkytle v okrese Ústí nad Orlicí. Nachází se asi tři kilometry západně od Cotkytle. Mezilesí leží v katastrálním území Mezilesí u Lanškrouna o rozloze 2,4 km².

## Historie
První písemná zmínka o vesnici pochází z roku 1789.